# ليو باركر
ليو باركر (بالإنجليزية: Leo Parker)‏ هو عازف ساكسفون أمريكي، ولد في 18 أبريل 1925 في واشنطن العاصمة في الولايات المتحدة، وتوفي في 11 فبراير 1962 في نيويورك في الولايات المتحدة.

## وصلات خارجية
- ليو باركر على موقع ميوزك برينز (الإنجليزية)
- ليو باركر على موقع أول ميوزيك (الإنجليزية)
- ليو باركر على موقع ديسكوغز (الإنجليزية)